# 브릭햄 영
브릭햄 영(Brigham Young)은 미국에서 제작된 헨리 헤서웨이 감독의 1940년 영화이다. 타이론 파워 등이 주연으로 출연하였고 대릴 F. 자눅 등이 제작에 참여하였다.

## 출연

### 주연
- 타이론 파워
- 린다 다넬

### 조연
- 딘 자거
- 브라이언 돈레비
- 제인 다웰
- 존 캐러딘

## 제작진
- Ass-PD: 케네스 맥고완
- 미술: 윌리암 S. 달링
- 미술: 모리스 랜스포드
- 의상: 그웬 웨이크링